# Mreiheb
Mreiheb (tiếng Ả Rập: المريجب) là một ngôi làng Syria nằm ở Sinjar Nahiyah ở huyện Maarrat al-Nu'man, Idlib. Theo Cục Thống kê Trung ương Syria (CBS), Mreiheb có dân số 580 trong cuộc điều tra dân số năm 2004.